# Упрямство
Упря́мство (лат. pertinacia) — чрезмерная и неблагоразумная настойчивость. В умеренной форме переходит в добродетель твёрдости и упорства в достижении цели. В этом качестве описана ещё Цицероном. В этике Фомы Аквинского упрямство представляет собой порок, связанный с избытком упорства (perseverantia), тогда как его отсутствие может привести к изнеженности. Гоголь приписывает своему персонажу Тарасу Бульбе черты упрямства. В психологии упрямство противостоит упорству как инфантильная, деструктивная практика, переходящая в крайней степени в негативизм.